# Scandalous
Scandalous es una película de comedia británico-estadounidense de 1984 dirigida por Rob Cohen y protagonizada por Robert Hays, John Gielgud y Pamela Stephenson.

## Elenco principal
- Robert Hays - Frank Swedlin
- John Gielgud - Tío Willie
- Pamela Stephenson - Fiona Maxwell Sayle
- Nancy Wood - Lindsay Manning
- Preston Lockwood - Leslie
- Conover Kennard - Francine Swedlin
- Jim Dale - Inspector Anthony Crisp

## Lugares de rodaje
- Polesden Lacey, England, UK
- Great Bookham, England, UK
- Dorking, England, UK
- Surrey, UK
- Twickenham Film Studios, St Margarets, Twickenham, England, UK (Estudio)
- Rainbow Theatre, Finsbury Park, Londres